# Sibine ephippiata
Sibine ephippiata är en fjärilsart som beskrevs av Harris 1869. Sibine ephippiata ingår i släktet Sibine och familjen snigelspinnare. Inga underarter finns listade i Catalogue of Life.